# Jules Maenhaut van Lemberge

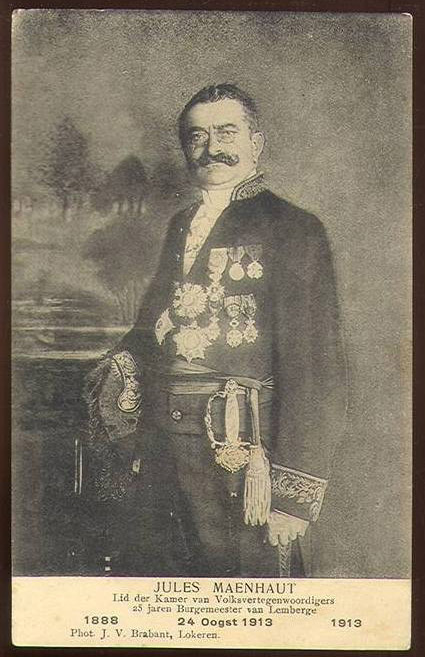
Jules Maenhaut van Lemberge, 1913

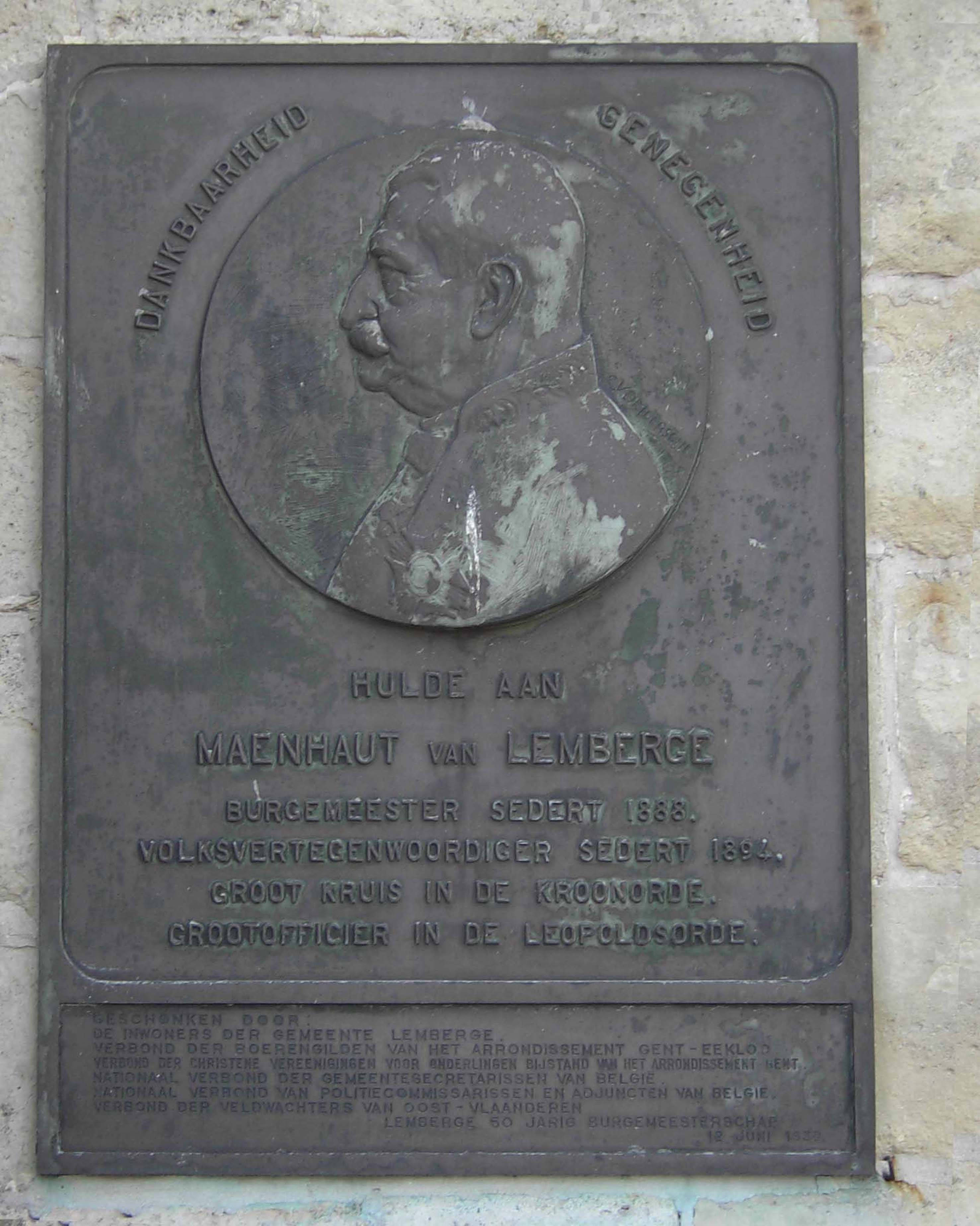
Jules Maenhaut van Lemberge.

Jules Constantin Marie Joseph Maenhaut van Lemberge (Gent, 21 mei 1862 - Lemberge, 15 november 1940), was een Belgisch volksvertegenwoordiger en was gedurende meer dan een halve eeuw burgemeester van de Belgische voormalige gemeente Lemberge (Merelbeke).

## Familie
De Gentse familie Maenhaut kwam in 1876 op 't Goed ter Jacht te Lemberge wonen. Het gebouw werd grondig verbouwd.
Dochter Leonie Maenhaut (1897-1984) trouwde met Jules Vergaert (1893-1984) uit een Kruishoutemse notabele familie. Een van hun dochters, Christiane Vergaert trouwde met professor Raymond M. Lemaire.

## Burgemeester
Nadat hij rechten had gestudeerd aan de Katholieke Universiteit Leuven werd Jules Maenhaut gemeenteraadslid van Lemberge in 1887 en een jaar later burgemeester. Hij bleef in functie tot aan zijn overlijden.

## Nationale politiek
Maenhaut was lid van de provincieraad van Oost-Vlaanderen van 1892 tot in  1894.
In 1894 werd hij katholiek volksvertegenwoordiger in het Belgisch parlement voor het arrondissement Gent-Eeklo, mandaat dat hij vervulde tot aan zijn dood.

## Eerbetoon
In 1938 verkreeg hij toevoeging van het bijvoegsel 'van Lemberge' bij zijn familienaam. In 1939 werd Maenhaut van Lemberge gehuldigd om zijn 50-jarig jubileum in de politiek. Een bronzen plakket aan de kerkdeur van Lemberge herinnert nog aan deze gebeurtenis.
Er is een Burgemeester Maenhoutstraat in Lemberge-Merelbeke.